# Landkreis Müritz
Landkreis Müritz is een voormalig Landkreis in de Duitse deelstaat Mecklenburg-Voor-Pommeren. Het had een oppervlakte van 1713 km².

## Geschiedenis
Müritz ontstond op 12 juni 1994 door de samenvoeging van de toenmalige Landkreisen Röbel/Müritz en Waren en enkele gemeenten uit Malchin en Neustrelitz.
Op 4 september 2011 is het samen met Mecklenburg-Strelitz, de stad Neubrandenburg en delen van de Landkreis Demmin opgegaan in de nieuwe Landkreis Mecklenburgische Seenplatte.

## Steden en gemeenten
Het Landkreis was op het moment van opheffing bestuurlijk in de volgende steden en gemeenten onderverdeeld:
| Amtsvrije gemeenten 1. Waren (Müritz), Stad * |

Ämter met deelnemende gemeenten en steden
* Bestuurscentrum
| - 1. Amt Malchow 1. Alt Schwerin 2. Fünfseen 3. Göhren-Lebbin 4. Malchow, Stad * 5. Nossentiner Hütte 6. Penkow 7. Silz 8. Walow 9. Zislow - 2. Amt Penzliner Land 1. Ankershagen 2. Krukow 3. Lapitz 4. Mallin 5. Möllenhagen 6. Penzlin, Stad * 7. Puchow | - 3. Amt Röbel-Müritz 1. Altenhof 2. Bollewick 3. Buchholz 4. Bütow 5. Fincken 6. Gotthun 7. Grabow-Below 8. Groß Kelle 9. Kieve 10. Lärz 11. Leizen 12. Ludorf 13. Massow 14. Melz 15. Priborn 16. Rechlin 17. Röbel/Müritz, Stad * 18. Schwarz 19. Sietow 20. Stuer 21. Vipperow 22. Wredenhagen 23. Zepkow | - 4. Amt Seenlandschaft Waren 1. Grabowhöfe 2. Groß Dratow 3. Groß Gievitz 4. Groß Plasten 5. Hinrichshagen 6. Hohen Wangelin 7. Jabel 8. Kargow 9. Klink 10. Klocksin 11. Lansen-Schönau 12. Moltzow 13. Neu Gaarz 14. Schloen 15. Schwinkendorf 16. Torgelow am See 17. Varchentin 18. Vielist 19. Vollrathsruhe |

## Bestuurlijke herindelingen
Sinds de oprichting van het district in 1994 hebben er diverse bestuurlijke herindelingen plaatsgevonden. Tot op heden betreft het de volgende wijzigingen.

### Amt
- Fusie van de Ämter Möllenhagen en Penzlin tot Amt Penzliner Land op 1 januari 2001.
- Fusie van de voorheen amtsvrije stad Malchow met het Amt Malchow-Land tot het Amt Malchow op 1 januari 2005.
- Fusie van de Ämter Moltzow en Waren-Land tot Amt Seenlandschaft Waren op 1 januari 2005.
- Fusie van de Ämter Rechlin en Röbel-Land evenals de voorheen amstvrije stad Röbel/Müritz tot Amt Röbel-Müritz op 1 januari 2005.

### Gemeente
- Annexatie van de gemeente Minzow door Leizen op 13 juni 2004.
- Annexatie van de gemeente Lupendorf door Schwinkendorf op 13 juni 2004.
- Fusie van de gemeenten Alt Schönau en Lansen tot de gemeente Lansen-Schönau op 31 december 2004.
- Annexatie van de gemeente Lexow door Walow op 1 januari 2005.
- Fusie van de gemeenten Adamshoffnung, Grüssow, Kogel, Rogeez en Satow tot de gemeente Fünfseen op 1 januari 2005.
- Annexatie van de gemeente Alt Rehse door Penzlin op 1 juli 2008.
- Annexatie van de gemeenten Groß Flotow, Groß Vielen, Marihn en Mollenstorf door Penzlin op 7 juni 2009.
- Annexatie van de gemeente Kambs door Bollewick op 7 juni 2009.
- Annexatie van de gemeente Jaebetz door Fincken op 1 januari 2010.

Bad Doberan · Demmin · Greifswald · Güstrow · Ludwigslust · Mecklenburg-Strelitz · Müritz · Neubrandenburg · Nordvorpommern · Nordwestmecklenburg · Ostvorpommern · Parchim · Rostock · Rügen · Schwerin · Stralsund · Uecker-Randow · Wismar